# Lestes forficula
Lestes forficula – gatunek ważki z rodziny pałątkowatych (Lestidae). Występuje na terenie Ameryki Środkowej, Ameryki Północnej, Ameryki Południowej i Karaibów.